# いなば食品

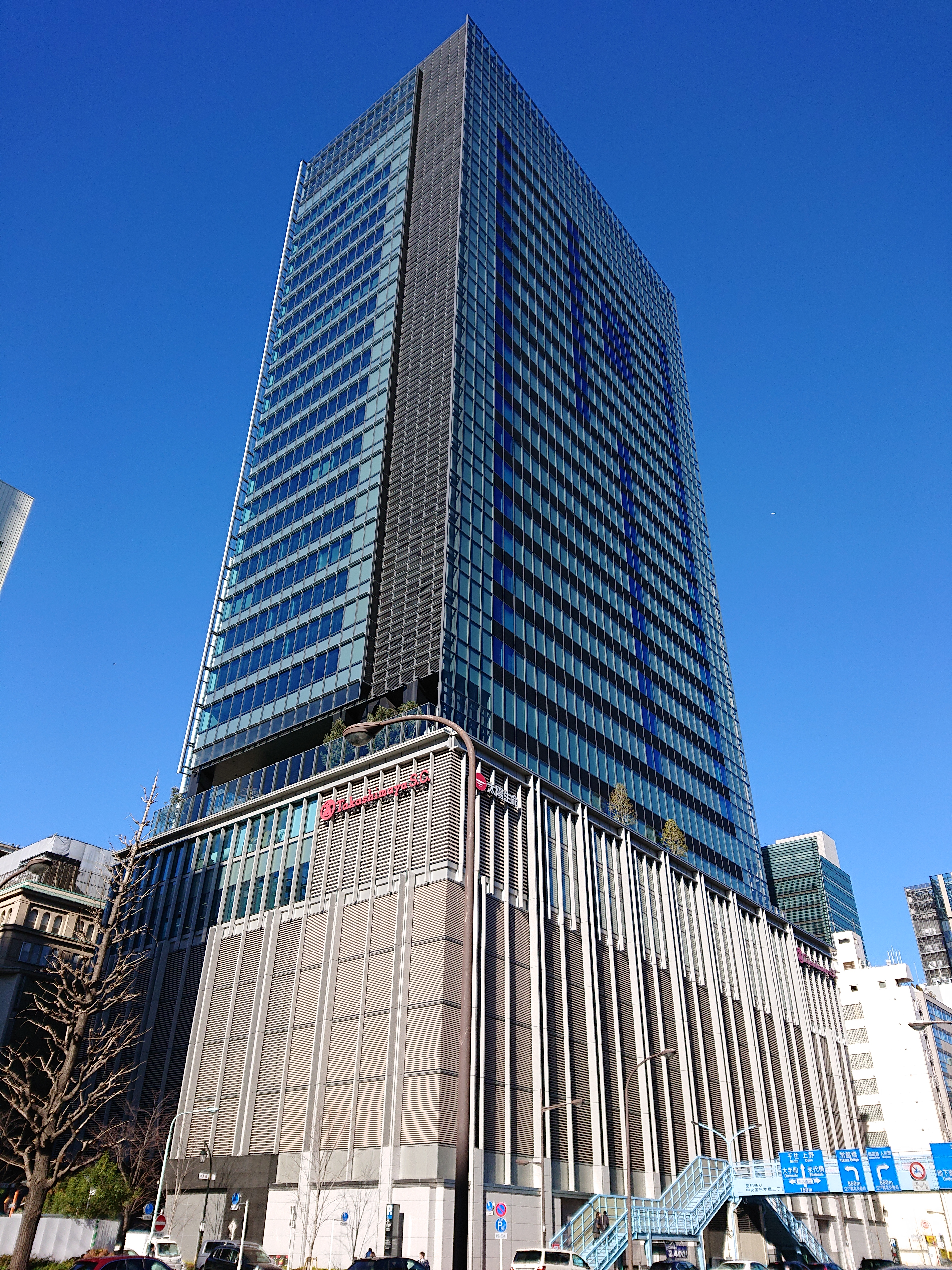
東京本社が入居する太陽生命日本橋ビル

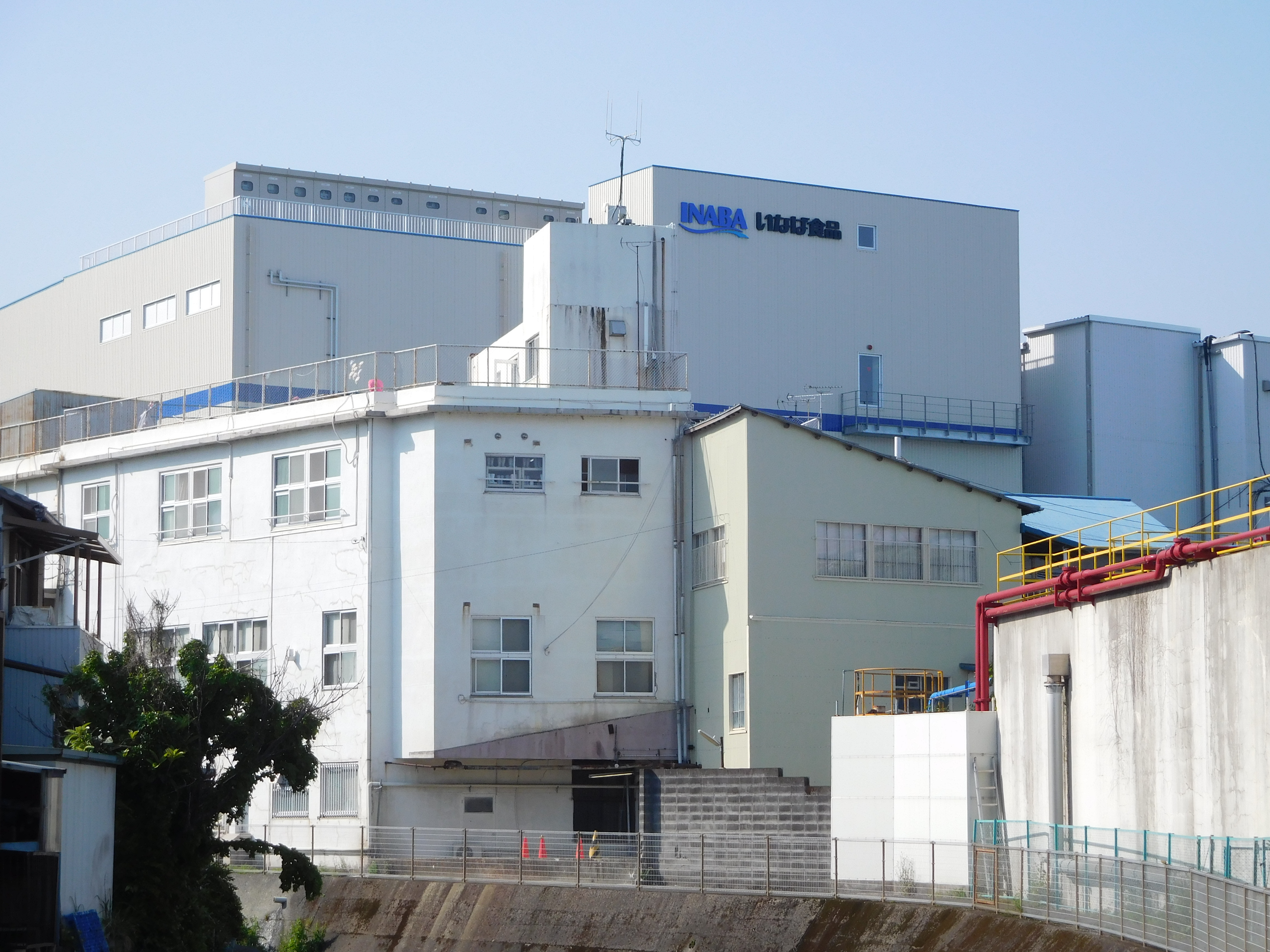
静岡工場（静岡市清水区由比北田）

いなば食品株式会社 (Inaba foods Co.,Ltd) は、缶詰、レトルト食品、ペットフード等を製造する食品メーカー。静岡県静岡市清水区由比と東京都中央区日本橋に本社がある。
ツナ缶「いなばライトツナ」、キャットフード「CIAOちゅ〜る」などが知られる。

## 沿革
- 1805年（文化2年） - 稲葉与吉・嘉助父子が静岡由比の地で海産物商として稼業を開始。
- 1834年（天保5年） - 稲葉喜助嫡男、初代稲葉由蔵誕生。
- 1837年（天保8年） - 稲葉喜助が鰹節製造を始める。
- 1858年（安政5年） - 稲葉由蔵嫡男、稲葉作太郎誕生。
- 1883年（明治16年） - 稲葉作太郎嫡男、稲葉吉太郎（のちに二代目作太郎を襲名）誕生。
- 明治後半から大正期
  - 作太郎は家業の鰹節事業の強化ならびに稲葉作太郎商店を興す。
  - 静岡特産の生みかんの出荷と販売を手掛け、カナダへヤマニ印で輸出した。
- 1910年（明治43年） - 二代目作太郎嫡男、三代目作太郎誕生。
- 1936年（昭和11年） - 稲葉缶詰所創業（二代目作太郎）。
- 1948年（昭和23年） - 三代目稲葉作太郎が稲葉食品株式会社を設立[4]。
- 1949年（昭和24年） - 三代目稲葉作太郎の子である稲葉由蔵が社長に就任[5]。
- 1951年（昭和26年） - 生みかん箱詰め、柑橘事業部を併設。
- 1958年（昭和33年） - ペットフードの生産を開始。
- 1964年（昭和39年） - イナちゃん印 漬物事業部を併設。
- 1971年（昭和46年） - 「いなばライトツナ」発売。食べやすく、油が浸透し易いフレーク状にしたツナで缶詰を開発する。
- 1976年（昭和51年） - 東京営業所を開設。
- 1977年（昭和52年） - 大阪営業所、名古屋営業所を開設。
- 1981年（昭和56年） - いなばライトツナ3缶パック発売。
- 1982年（昭和57年） - ライトツナテレビCM開始。
- 1988年（昭和63年） - 現社長稲葉敦央入社。
- 1989年（平成元年） - キャットフード「CIAO」（チャオ）発売。
- 1990年（平成2年） - 「いなばライトツナスーパーノンオイル」「CIAOホワイティシリーズ」発売。
- 1991年（平成3年） - DHA添加商品「いなばスーパーライトツナDHA」発売。
- 1992年（平成4年） - 社名をいなば食品株式会社に変更[4]。
- 1993年（平成5年） - ドッグフード市場に参入。DHA入りドッグフード「おりこうちゃん」発売。
- 1995年（平成7年） - 稲葉敦央が社長に、前社長の稲葉由蔵は会長となる[6][注釈 1]。稲葉由蔵が藍綬褒章を受章、水産庁から省水産功績者として受賞。
- 1996年（平成8年） - いなば食品ビジネスサービス設立。
- 1997年（平成9年） - ペットフード事業を分社化し、いなばペットフード株式会社を設立。
- 2000年（平成12年） - CIAO焼かつお発売。
- 2004年（平成16年） - 中国青島に、独資100％の「青島稲進有限公司」を設立。
- 2006年（平成18年） - タイ現地法人「InabaFoods Thailand Company Limited.」設立。
- 2009年（平成21年） - タイ現地法人「InabaPet Thailand Company Limited.」設立。
- 2011年（平成23年） - いなば ツナとタイカレー発売。
- 2012年（平成24年） - CIAOちゅ〜る発売。
- 2013年（平成25年） - いなばタイカレーが日本食糧新聞社より第32回優秀ヒット章受章。
- 2016年（平成28年）
  - 海外法人INBアメリカ「INABA FOODS (USA) Inc.」・海外法人INBヨーロッパ「INABA-FOODS (EUROPE) GmbH」設立。
  - 海外法人INBイギリス「Inaba Foods UK Ltd.」・海外法人INBマレーシア「INABA FOODS (MALAYSIA) SDN. BHD.」設立。
  - グループ売上高300億円達成。
- 2018年（平成30年）
  - Wanちゅ〜る発売。
  - 連結売上高500億円達成。
  - 「CIAO」ブランドがWorld Branding Awards「ブランドオブイヤー」受賞。
  - 中国第2工場稼働。
- 2019年（令和元年） - 海外法人Korea「INABA Foods Korea Co., Ltd」設立。
- 2020年（令和2年）
  - タイ第2工場稼働。
  - 株式会社スマックの全株式取得[8]。
- 2021年（令和3年）
  - ヤマガタ食品株式会社の全株式取得[9]。
  - 海外法人India「INABA FOODS INDIA PRIVATE LIMITED」設立。
- 2022年（令和4年） - 2021年10月から2022年9月末までのグループ全体の売上高が1000億円を超える[10]。
- 2024年（令和6年）
  - 1月 - 静岡市清水庵原球場の命名権を取得、愛称を「ちゅ〜るスタジアム清水」に設定（契約期間：5年間）[11][12]。
  - 2月6日 - 完全子会社のJump Lifeが3月26日まで焼津水産化学工業に対する友好的株式公開買付け (TOB) を実施[13][14]。
  - 3月27日 - 焼津水産化学工業に対するTOBが成立したことを発表[15]。

## 主な商品
- ライトツナ
  - ライトツナスーパーノンオイル - カロリー53kcal。オイルを使わず野菜スープで仕上げたツナ缶。
  - ライトツナ食塩無添加オイル無添加 - カロリー51kcal。食塩を使わずに野菜スープだけで味付されたツナ缶。
- ツナとタイカレー - タイで生産。
- チキンとタイカレー - タイで生産。[注釈 2]
- 1兆個すごい乳酸菌シリーズ

以下は子会社のいなばペットフードから発売している商品
- CIAOシリーズ（キャットフード）
- ちゅ〜るシリーズ
  - CIAOちゅ〜る（キャットフード）
  - Wanちゅ〜る（ドッグフード）

## 不祥事

### 新入社員入社辞退報道
2024年4月10日に週刊文春は、同日配信のウェブ記事と11日発売の誌面記事で、同族経営によるパワーハラスメントや事前に説明されていた社宅や賃金内容が異なることを理由として、今年度に一般職として入社が内定していた19人のうち、9割となる17人が入社を辞退したと報じた。
いなば食品は2024年4月12日に『由比のシェアハウス報道について』と題した声明を発表した。今年度に新卒で入社する社員数は計98人、社宅（シェアハウス）の改修を担当した副社長（総務部長）が2023年10月に緊急入院して2024年1月に死去し、シェアハウスの対応が遅れた、結果として新卒一般職の16人が入社辞退した、ことなどを説明して謝罪した。

### 食品衛生法違反報道
2024年4月17日に週刊文春は同日配信のウェブ記事で、2023年5月に稼働した新施設が静岡市保健所へ移設許可申請を行わないまま約2か月間操業していた、と報じた。静岡市保健所食品衛生課は週刊文春の取材に、事案発生を認めて食品衛生法第55条違反を指摘している。
いなば食品は2024年4月18日に『「鶏肉のボイル工程設備の移設許可申請の遅れ」（食品衛生法第55条の事前申請「許可変更」の取得漏れ）』を発表し、静岡市長による営業許可がない状態で2か月間稼働していたことを認めた。2023年7月15日に静岡市保健所職員が施設に立ち入り検査し、保健所は施設が基準に合致して「食品衛生上の危害を生ずる恐れはなかった」として既に出荷済みを含む製品の回収命令を発しなかった、など説明して謝罪した。

### 不祥事の影響
子会社のいなばペットフードは2024年4月2日から「CIAOちゅ〜る」「Wanちゅ〜る」とテレビアニメ『わんだふるぷりきゅあ!』のコラボレーションで画像投稿キャンペーンを展開していたが、東映アニメーションと協議して4月26日にキャンペーンを中止した。

### 転職希望の社員に対するパワハラ等に関する報道
2024年5月29日に週刊文春は同日配信のウェブ記事で、匿名の現役社員による情報提供として「転職希望者に対してパワハラによる引き止めがおこなわれており、それに先立って『マイナビ社より内々に当社社員3名が登録していることが判明した、との話があったそうです。氏名は大体判明しています。登録している社員は、月曜午前中にSCのところへ来るように、指示してください。』と社内メールが送信された」と報じた。文春の取材にマイナビは、当該メール内容について「いなば食品に対して、在籍社員の転職情報サイトへの登録状況を漏洩した事実はない」と否定した。記事閲覧者らから「マイナビが個人情報を不適切に取り扱っているのではないか」とデマが拡散した。2024年6月3日にマイナビはウェブサイトで「情報漏洩した事実はない」としていなば食品に事実確認していると表明し、いなば食品は同日にウェブサイトで「マイナビ側から情報を入手した事実はなく、いなば食品側の事実誤認であることが判明した」とマイナビへ謝罪を表明した。

## 関連会社
- いなばデリカフーズ株式会社
- いなば食品ビジネスサービス株式会社
- いなばペットフード株式会社
- 青島稲進食品有限公司
- 株式会社スマック
- ヤマガタ食品株式会社
- 焼津水産化学工業株式会社

## スポンサー番組
現在（子会社のいなばペットフードのCMが中心）
- ひるおび!（木曜→月曜→木曜、13時台前半スポンサー、TBSテレビ）
- ちびまる子ちゃん（日曜18:00 - 18:30、フジテレビ） - ソニー損保から引き継いだ。
- グッド!モーニング（テレビ朝日） - ABCテレビと名古屋テレビの共同制作版となる日曜日で、2025年4月に提供開始。
- ねこ自慢（水曜23:00 - 23:54、BS-TBS）
- ネコいぬ ワイドショー (BS朝日)
- オールねこ感謝祭（毎年2月22日、BSテレ東） - 一社提供（Ciaoちゅ〜るプレゼンツとして放送）
- テレポート山陰（金曜の天気予報、山陰放送）

過去
- Nスタ（TBSテレビ）
- 新婚さんいらっしゃい!（朝日放送）
- スーパーJチャンネル（テレビ朝日）
- 徹子の部屋（テレビ朝日）
- とっても!ラッキーマン（テレビ東京）
- 超かわいい映像連発!どうぶつピース!!（木曜18:25 - 19:53、テレビ東京）